# Meliboeus achardi
Meliboeus achardi es una especie de escarabajo barrenador metálico del género Meliboeus, familia Buprestidae, orden Coleoptera.

## Taxonomía
Fue descrita por Obenberger en 1924 y publicada en Obenberger J. De Buprestidarum speciebus novis (Diagnoses praeliminares). Nové druhy ?eledi krascç. Acta Entomologica Musaei Nationalis Pragae 2:93-115. (1924).